# Pteruthius rufiventer
El timalí-alcaudón ventrirrufo (Pteruthius rufiventer) es una especie de ave paseriforme, perteneciente al género Pteruthius de la familia Vireonidae. Es nativo del sureste de Asia.

## Distribución y hábitat
Se distribuye desde Nepal a Bután, noreste de India, norte de Myanmar, sur de China y noroeste  de Vietnam.
Su hábitat preferencial son las selvas húmedas montanas tropicales y subtropicales.

## Sistemática

### Descripción original
La especie P. rufiventer fue descrita por primera vez por el ornitólogo británico Edward Blyth en 1842 bajo el mismo nombre científico; localidad tipo «sin localidad = Darjeeling, West Bengal, India».

### Taxonomía
El género Pteruthius estuvo tradicionalmente colocado en la familia Timaliidae hasta que un estudio de análisis moleculares de ADN en 2007 encontró que no tenía ninguna afinidad con esa familia y que estarían mejor colocadas en la familia Vireonidae, que hasta entonces se pensó estaba restringida al Nuevo Mundo, y donde lo sitúan ahora las principales clasificaciones.

### Subespecies
Se reconocen 2 subespecies, con su correspondiente distribución geográfica:
- Pteruthius rufiventer rufiventer Blyth, 1842 - centro y este de Nepal al este hasta el noreste de India (Arunachal Pradesh, Nagaland, Manipur), oeste y noreste de Myanmar y sur de China (oeste y centro de Yunnan).
- Pteruthius rufiventer delacouri Mayr, 1941 - oeste de Tonkin (montes Fan Si Pan), en el norte de Vietnam.